# Raúl Cardona
Raúl Eduardo Cardona González (Betania, 27 de febrero de 1971) es un político colombiano. Fue Interventor de obras públicas del municipio de Envigado entre 1994 y 1997, Asistente de obras públicas entre 1998 y el 2000 y Secretario de Obras Públicas entre 2001 y 2014. Ejerció como alcalde del municipio de Envigado, entre el 2016 y 2018 y es el actual alcalde de Envigado 2024-2027.

## Estudios
Raúl Cardona estudió su bachillerato en el Colegio La Salle de Envigado, siendo egresado en el año 1987. Posteriormente se gradúa como Ingeniero Civil de la Universidad EAFIT en el año 1996. Continua sus estudios de posgrado con las Especializaciones en Gobierno Público de la Universidad de Medellín (1998), Finanzas de la Universidad EAFIT (2005), Estudios Políticos de la Universidad EAFIT (2009) y Maestría en Administración MBA de la Universidad EAFIT (2005). 
Complementariamente cuenta con el Curso de Formación en NTCGP 1000:2004 de la Universidad de Antioquia (2007) y Diplomado en Gerencia de Proyectos de la Universidad de la Sabana (2007).
- Maestría en Administración
- Especialización en estudios políticos
- Especialización en finanzas
- Especialización en gobierno público
- Ingeniero Civil

## Carrera política
Raúl Cardona, perteneciente al Partido Liberal, comenzó su gestión como alcalde en 2015 luego de haber obtenido el 36,26% de los votos en Envigado como candidato de su Partido, el cual ha gobernado el municipio desde 1972. En su gobierno se siguió avanzando en temas de inversión social, así como en el Metroplus en el municipio y  en cuestiones presupuestarias.
En 2023 volvió a ser elegido con 46 768 votos bajo la coalición Envigado, vamos adelante conformada por los partidos Liberal, Conservador, Cambio Radical, Alianza Verde, Alianza Social Independiente - ASI, y Partido de la U, dejando atrás a Jhony Oswaldo Vélez de Centro Democrático que obtuvo 27.727 votos y a Sergio Molina de Nueva Fuerza Democrática con 15.273 votos.

## Escándalo de corrupción
El alcalde fue arrestado el 22 de noviembre de 2018 en el Aeropuerto Olaya Herrera junto a otros funcionarios de su administración, acusados de actos de peculado, concusión, celebración de contratos sin cumplimiento de requisitos legales y tráfico de influencias. En la audiencia del día 4 de diciembre él negó de todos los cargos y fue dejado el libertad con orden de no entrar ni a la Alcaldía ni entrar en contacto con funcionarios públicos del municipio. sin embargo la fiscalía apelo esta decisión.
Raúl Eduardo Cardona González es investigado por, presuntamente, haber despedido a varios funcionarios de Envigado que decidieron no pagarle dinero al exconcejal Lindon Jhonson Galeano Avello, que los presionaba para que le entregaran entre el 10 y 20 % de su sueldo a cambio de conservar sus puestos, explicó la Fiscalía.
Según el ente acusador, uno de los afectados denunció que le dio a Galeano Avello 62 millones de pesos para conservar su cargo. Al exconcejal, en su momento, le impusieron casa por cárcel "para evitar que continuara con los cobros irregulares", indicó la Fiscalía.
El alcalde de Envigado fue procesado por el delito de concusión. Por su parte, José Conrado Restrepo y Girlesa Mesa Medina fueron investigados por falsedad material en documento privado y cohecho propio.. Por otro lado, el exalcalde Héctor Londoño y la Secretaría de Movilidad de Envigado, Sara Cuervo, fueron llamados a indagatoria por la Fiscalía para responder por cargos relacionados con el mismo proceso de Raúl Cardona. Además, el periódico El Colombiano filtró presuntas llamadas suyas.